# Kpada
Kpada este o comună din regiunea Soubre, Coasta de Fildeș.